# Puccinia chaetochloae
Puccinia chaetochloae — вид іржастих грибів роду Пукцинія. Вид вперше описав (без телій) у 1906 році ботанік Джозеф Чарлз Артур під назвою Uredo chaetochloae.. Пізніше, у 1907 році, коли було знайдено зразок з теліями, вид було віднесено до роду Пукцинія. Обидва перші зразки були описані на рослині Setaria macrosperma у Флориді. Видовий епітет chaetochloae було надано на честь застарілої назви S. macrosperma, а саме Chaetochloa macrosperma.
Вражає представників родів Мишій, Paspalum.
Зустрічається у США (штат Флорида), Домініканській Республіці (Сантьяго).